# Street Fighter II: Champion Edition
Street Fighter II: Champion Edition (ストリートファイターIIダッシュ -CHAMPION EDITION-?) es la primera de las versiones que Capcom lanzó de su popular videojuego de lucha Street Fighter II: The World Warrior, perteneciente a la serie Street Fighter. Se trata de la primera versión de este videojuego en la que es posible seleccionar como personajes jugables a los cuatro jefes finales (Balrog, Vega, Sagat y M.Bison), ampliando de esta manera a doce el número de personajes seleccionables. 
A diferencia de la manera de operar de las compañías de la época, Capcom decidió poner un nuevo subtítulo a lo que es una actualización del primer juego; ya que además de ampliarse el elenco de personajes disponibles y corregir fallos, se aplicaron mejoras en el balanceo de estos para mejorar el carácter competitivo del videojuego. 
Entre los cambios de este juego con el original (The World Warrior), se puede mencionar:
- Se puede seleccionar a los cuatro jefes finales sin necesidad de truco alguno desde el principio.
- En la batalla: nuevas rutinas de ataques e inteligencia artificial del personaje controlado por la CPU, cambios en los escenarios.
- Ambos jugadores pueden seleccionar el mismo personaje, que se diferencia en su color.
- Corrección de varios errores y ligeras modificaciones en los gráficos (poses de victoria, por ejemplo).

Aunque la primera versión para Super Nintendo se basaba en The World Warrior, se incluyeron algunos elementos de la Champion Edition.[cita requerida]

## Argumento
El líder de la organización Shadaloo, M. Bison, en su plan de dominación global organiza un torneo mundial de lucha. Su objetivo es seleccionar a los mejores luchadores para que trabajen pare él, mediante un lavado de cerebro.

## Juego
El estilo de juego es similar al establecido en el juego original de 1987 y su predecesor de 1991. El jugador elige un personaje (de los 12 posibles) y se enfrenta en combate de uno-contra-uno al resto de personajes, en asaltos de 99 segundos. Para ganar el asalto debes reducir la barra de salud de tu oponente hasta el final, o tener más barra de salud que tu oponente cuando el tiempo acaba. -Ningún luchador gana si al término del tiempo tienen la misma cantidad de barra de salud, o si sufren un 'knock-out' simultáneo-. El ganador que dos asaltos, es declarado vencedor del combate, pasa de ronda, y se enfrenta al siguiente adversario.
Para finalizar el juego debes vencer a todos los personajes (7 + 4 jefes). Tras cada combate, la localización del siguiente adversario se refleja en un mapa del mundo-
Mientras un jugador está jugando en modo individual, un segundo jugador puede interrumpir el combate para diputar un 'uno-contra-uno'. El vencedor sigue en modo invididual, enfrentándose a los personajes controlados por la CPU.
Cada tres combates en modo individual, aparece una pantalla de bonus (destrozar un coche, barriles de madera o bidones de aceite metálicos) que le da al jugador la opción de ganar más puntos.
Además en esta versión es posible luchar contra el mismo personaje.

## Personajes
Los mismos personajes que en la anterior versión Street Fighter II: The World Warrior, pero en esta ocasión, todos son personajes jugables. En la anterior versión The World Warrior, no era posible elegir el mismo personaje. Esta restricción fue eliminada en Champion Edition, permitiendo "enfrentamientos espejo" con los mismos luchadores. Para diferenciarlos, ahora cada jugador tenía su versión de color original y, además, otra versión generalmente más oscura de color para representar ese segundo luchador, la cual podía escogerse pulsando el botón 'Start'. Si un jugador elegía primero (normal u oscura), el segundo luchador se le asignaba automáticamente la otra versión de color.
| País            | Personaje |
| --------------- | --------- |
| Japón           | Ryu       |
| Estados Unidos  | Ken       |
| China           | Chun-Li   |
| Estados Unidos  | Guile     |
| Brasil          | Blanka    |
| Japón           | E. Honda  |
| Unión Soviética | Zangief   |
| India           | Dhalsim   |

| País                                 | Personaje                                        |
| ------------------------------------ | ------------------------------------------------ |
| Estados Unidos                       | Balrog (M. Bison en Japón)                       |
| España                               | Vega (Balrog en Japón)                           |
| Tailandia                            | Sagat                                            |
| Desconocido (ubicación en Tailandia) | M. Bison (Vega en Japón) Jefe principal y final. |

## Adaptaciones
| Año  | Plataforma           | Soporte                 | Desarrollador   | Editor               | Notas |
| ---- | -------------------- | ----------------------- | --------------- | -------------------- | --- |
| 1993 | PC Engine            | 20 Megabit HuCard       | Capcom          | NEC Home Electronics | Lanzado solo en Japón. Más tarde al resto del mundo para la Consola Virtual de Wii. |
| 1993 | Genesis              | 24 Megabit ROM cartucho | Capcom          | Capcom               | Titulado Street Fighter II: Special Champion Edition. Incluye el modo de juego Hyper Fighting. Lanzado más tarde para la Consola Virtual de Wii y para Sega Genesis Mini. Lanzado en Japón como Street Fighter II Plus: Champion Edition. |
| 1993 | X68000               | 4 × 5.25" disquete      | Capcom          | Capcom               | Lanzado solo en Japón. |
| 1997 | Master System        | 8 Megabit ROM cartucho  | Tec Toy         | Tec Toy              | Lanzado solo en Brasil. |
| 1998 | Sega Saturn          | CD-ROM                  | Capcom          | Capcom               | Incluido en Capcom Generation 5. Lanzado solo en Japón. |
| 1998 | PlayStation          | CD-ROM                  | Capcom          | Capcom               | Incluido en Street Fighter Collection 2. |
| 2006 | PlayStation 2        | DVD-ROM                 | Digital Eclipse | Capcom               | Incluido en Capcom Classics Collection Vol. 1. Basado en la versión de PS. |
| 2006 | Xbox                 | DVD-ROM                 | Digital Eclipse | Capcom               | Incluido en Capcom Classics Collection Vol. 1. Basado en la versión de PS. |
| 2006 | PlayStation Portable | UMD                     | Capcom          | Capcom               | Incluido en Capcom Classics Collection: Reloaded. Basado en la versión de PS. |
| 2018 | PlayStation 4        | BD-ROM                  | Digital Eclipse | Capcom               | Incluido en Street Fighter 30th Anniversary Collection. |
| 2018 | Xbox One             | BD-ROM                  | Digital Eclipse | Capcom               | Incluido en Street Fighter 30th Anniversary Collection. |
| 2018 | Nintendo Switch      | ROM cartucho            | Digital Eclipse | Capcom               | Incluido en Street Fighter 30th Anniversary Collection. |
| 2018 | Windows              | Distribución Online     | Digital Eclipse | Capcom               | Incluido en Street Fighter 30th Anniversary Collection. |